# Buchstabenkegel

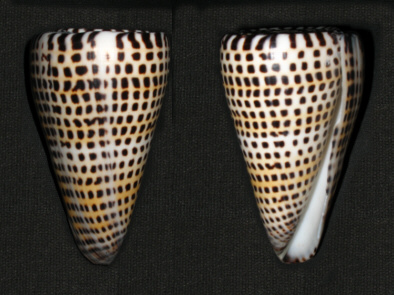
Gehäuse von Conus litteratus

Der Buchstabenkegel, Tigerkegel oder die Buchstaben-Kegelschnecke (Conus litteratus) ist eine Schnecke aus der Familie der Kegelschnecken (Gattung Conus), die im Indopazifik verbreitet ist. Sie ernährt sich von Vielborstern der Familie Capitellidae.

## Merkmale
Conus litteratus trägt ein mäßig großes bis großes, festes bis schweres Schneckenhaus, das bei ausgewachsenen Schnecken 6 bis 17 cm Länge erreicht. Der Körperumgang ist kegelförmig, der Umriss fast gerade, unter der Schulter bisweilen konvex. Die Basis ist mäßig zugespitzt. Die Schulter ist scharf gewinkelt. Das Gewinde ist niedrig, sein Umriss meist s-förmig. Die Nahtrampen der mittleren und späten Umgänge des Teleoconchs sind konkav mit 3 auf 4 bis 6 zunehmenden spiraligen Rillen, die oft schwach sind oder vergehen. Der Körperumgang ist fast ganz glatt.
Die Grundfarbe des Gehäuses ist weiß. Um den letzten Körperumgang verlaufen in der Mitte und jeweils im Drittel zum Apex und zur Basis hin in der Regel 3 gelblich-orangefarbene Banden. Spiralige verlaufende Reihen schwärzlich-brauner, mittelgroßer, runder bis quadratischer, manchmal axial länglicher oder pfeilförmiger Flecken erstrecken sich von der Basis bis zur Schulter. Die Basis und die siphonale Fasciole sind bläulich-braun. Die Nahtrampen der Teleoconchs haben schwärzlich-braune, krumme, axial verlaufende Streifen. Die Gehäusemündung ist weiß, meist mit einer bläulich-braunen Kante an der Basis. Das wechselnd dicke, durchscheinende bis undurchsichtige, samtige bis raue Periostracum ist braun bis schwärzlich-braun.
Die Oberseite des Fußes ist vorn, seitlich und hinter dem Operculum rosa bis rötlich-braun, ansonsten grau bis beige mit weißen Radiallinien. Die Vorderkante hat dicht gedrängte schwarze Axialstreifen. Im Mittelabschnitt verläuft vor dem Rand eine schwarz gepunktete Linie. Die Fußsohle ist rötlich-braun oder grau mit rosa-kremfarbenen bis braunen Flecken. Das Rostrum ist rosa, ebenso die Fühler, aber mit einer weißen Spitze und mit grauen Punkten. Der Sipho ist bräunlich-rot, geht nach distal in rosa oder violett über und ist weiß, schwarz und dunkelrot gepunktet.

## Verbreitung und Lebensraum
Conus litteratus ist im Indopazifik vor Tansania, Madagaskar und den Maskarenen wie auch im Pazifischen Ozean verbreitet, fehlt aber im Roten Meer und um Hawaii. Er lebt etwas unterhalb der Gezeitenzone bis in Meerestiefen von etwa 50 m auf feinem bis grobem Sand, Geröll und Schill, Sand mit Pflanzenbewuchs und auch zwischen sehr dichten Pflanzengesellschaften.

## Entwicklungszyklus
Wie alle Kegelschnecken ist Conus litteratus getrenntgeschlechtlich, und das Männchen begattet das Weibchen mit seinem Penis. Das Weibchen befestigt am Substrat Basalplatten mit zahlreichen stark gerunzelten und feingekerbten Eikapseln ab. Die darin befindlichen Eier sind etwa 201 bis 222 µm groß, woraus geschlossen wird, dass die Veliger-Larven mindestens 21 bis 23 Tage lang frei schwimmen, bevor sie niedersinken und zu kriechenden Schnecken metamorphosieren.

## Ernährung und Fressfeinde
Die Beute von Conus litteratus besteht ausschließlich aus Vielborstern, insbesondere der Familie Capitellidae, die er mit seinen Radulazähnen sticht und mithilfe des Gifts aus der Giftdrüse immobilisiert.
Ein wichtiger Fressfeind von Conus litteratus ist Conus marmoreus.